# شهرستان تارناوا میچا
شهرستان تارناوا میچا (به لاتین: Târnava-Mică County) یک منطقهٔ مسکونی در ترانسیلوانیا است.

## خصوصیات
شهرستان تارناوا میچا ۱٬۶۴۵٫۸۲ کیلومترمربع مساحت و ۱۴۹٬۴۸۲ نفر جمعیت دارد.